# Naked Blood
Naked Blood – japoński horror z 1995 roku w reżyserii Hisayasu Satō.

## Opis fabuły
Głównym bohaterem filmu jest 17-letni Eiji. Mimo swojego młodego wieku jest on obdarzony dużą inteligencją. Stwarza genialny specyfik o nazwie My Son. Ma on za zadanie sprawić, że ludzie już nigdy nie będą odczuwać żadnego bólu. Jego działanie postanawiają sprawdzić na sobie 3 kobiety. Okazuje się on niewypałem. Pod jego wpływem ból zaczyna przynosić kobietom przyjemność. Niemożność powstrzymania się od zadawania sobie bólu prowadzi je do śmierci.